# 衡南県
衡南県（こうなん-けん）は中華人民共和国湖南省衡陽市に位置する県。

## 行政区画
- 鎮：雲集鎮、廖田鎮、茶市鎮、冠市鎮、江口鎮、宝蓋鎮、花橋鎮、鉄絲塘鎮、泉渓鎮、洪山鎮、三塘鎮、譚子山鎮、岐山鎮、泉湖鎮、柞市鎮、茅市鎮、硫市鎮、栗江鎮、近尾洲鎮、松江鎮、咸塘鎮
- 郷：相市郷